# Římskokatolická farnost Nové Sedlo u Žatce
Římskokatolická farnost Nové Sedlo u Žatce (lat. Neusattla) je církevní správní jednotka sdružující římské katolíky na území obce Nové Sedlo a v jejím okolí. Organizačně spadá do lounského vikariátu, který je jedním z 10 vikariátů litoměřické diecéze. Centrem farnosti je kostel svatého Václava v Novém Sedle u Žatce.

## Historie farnosti
Farnost existuje od roku 1734. Do té doby patřila pod farnost Stranná. Od roku 1735 jsou vedeny matriky.

### Duchovní správcové vedoucí farnost
Začátek působnosti jmenovaného v duchovní správě farnosti od:
- 1735 Adalbertus Hanl (Adalbert Hanel[4])
- 1765 Josephus Hannel
- 1779 Wenc. Michael Patek
- 1802 Ferdinand Ernst, n. 7. 12. 1764 Petschaviens, o. 20. 10. 1788, † 14. 9. 1832
- 1813 Theodor Schmidl, † 29. 1. 1819
- 1819 Franz Kunz, n. 25. 2. 1791 Kaaden, o. 7. 8. 1813, † 24. 12. 1864
- 1865 Anton Schuh, n. 29. 3. 1831 Maschau, o. 25. 7. 1855, † 9. 9. 1869
- 1869 Josef Prückner (biskupský okrskový vikář[4]), n. 28. 3. 1836 Pschoblick, o. 31. 7. 1860, † 13. 10. 1925
- 1903 Wenzel Rödl, n. 25. 10. 1868 Grün, o. 17. 7. 1892, † 15. 2. 1946
- 1906 Ign. Göhlert, n. 30. 3. 1874 Brandau, o. 10. 7. 1898
- 1912 par. vacat, admin. interc. Franc. Gerbl
- 1. 8. 1912 Anton. Schindler, n. 21. 8. 1885 Grünwald, o. 12. 7. 1908
- 1946 Wenc. Tangl
- 1. 10. 1950 Jaroslav Michal
- 20. 1. 1954 Karel Qualizza
- 1. 6. 1954 Josef Honzík
- 1. 11. 1955 Emil Nešpor
- 1. 8. 1961 František Kolář
- 17. 9. 1963 Ignác Stodůlka
- 26. 2. 1964 Antonín Pospíšil
- 1. 4. 1968 Jaroslav Saller, CSsR, administrátor (do té doby byl mimo duchovní správu[5])
- 1. 1. 1975 Václav Vávra, CSsR
- 1992 Vladimír Jedlička, CSsR
- 1. 7. 1993 Aleksander Siudzik, CSsR, administrátor excurrendo[6]

Kromě kněží stojících v čele farnosti, působili ve farnosti v průběhu její historie i jiní kněží. Většinou pracovali jako farní vikáři, kaplani, katecheté, výpomocní duchovní aj.

## Území farnosti
Do farnosti náleží území obce:
- Chudeřín (Kutterschin)[p 2]
- Nové Sedlo (Neusattel)[p 2]
- Stroupeček (Klein Straupitz[1][3])[p 2]

## Římskokatolické sakrální stavby na území farnosti
| | Fotografie | Stavba             | Místo      | Bohoslužby                      | Zeměpisné souřadnice             | Status       | Číslo kulturní památky           |
| Kostel | Kostel     | Kostel             | Kostel     | Kostel                          | Kostel                           | Kostel       | Kostel                           |
| --- | ---------- | ------------------ | ---------- | ------------------------------- | -------------------------------- | ------------ | -------------------------------- |
| 1. |            | Kostel sv. Václava | Nové Sedlo | bližší informace o bohoslužbách | 50°20′20″ s. š., 13°28′37″ v. d. | farní kostel | 42486/5-1287 (Pk•MIS•Sez•Obr•WD) |
| Některé drobné sakrální stavby a pamětihodnosti lze dohledat zde v databázi Drobné sakrální památky Zaniklé sakrální stavby lze dohledat zde v databázi Poškozené a zničené kostely, kaple a synagogy v České republice |            |                    |            |                                 |                                  |              |                                  |

Ve farnosti se mohou nacházet i další drobné sakrální stavby, místa římskokatolického kultu a pamětihodnosti, které neobsahuje tato tabulka.

## Příslušnost k farnímu obvodu
Z důvodu efektivity duchovní správy byl vytvořen farní obvod (kolatura) farnosti – děkanství Podbořany, jehož součástí je i farnost Nové Sedlo u Žatce, která je tak spravována excurrendo.